# Complesso veicolare
Un complesso veicolare è l'insieme di due o più veicoli, di cui il primo trainante (autovettura, autocarro, trattore stradale) ed il secondo trainato (rimorchio, semirimorchio, carrello appendice).
Se il complesso di veicoli è formato da un trattore stradale e da un semirimorchio viene definito autoarticolato, negli altri casi si definisce come autotreno (anche nel caso in cui il veicolo trainante sia un'autovettura).
Non rientra tra i complessi di veicoli l'autosnodato nonostante venga assoggettato a determinati limiti tipici degli autotreni ed autoarticolati.
Nella legislazione italiana ed europea, non possono esistere complessi veicolari stradali composti da più di due unità, ferma restando la possibilità di allestimento di trasporti eccezionali (art.63 Codice della strada).
Il codice della strada ammette un unico complesso veicolare composto da tre veicoli: si tratta di un complesso costituito da una trattrice agricola (o trattore agricolo) seguita da una macchina agricola semovente ed un  rimorchio agricolo oppure da una combinazione qualsiasi delle ultime due. L'uso di questo complesso veicolare atipico è consentito solo al di fuori degli spazi stradali (quindi: nei campi). Il complesso, può essere realizzato a condizione che i due veicoli trainati dispongano di freni di servizio e stazionamento azionabili dalla trattrice e che la trattrice stessa non utilizzi attrezzatura agricola frontalmente, come una benna o un forchetto idraulico. (art.105 Codice della Strada)

## Situazione italiana

### Limiti di velocità
Se il complesso di veicoli è un autotreno o un autoarticolato i limiti di velocità sono di 80 km/h sulle autostrade e di 70 km/h sulle strade extraurbane principali e secondarie, se invece è un veicolo trainante carrello appendice i limiti di velocità sono gli stessi della sola motrice.

### Patenti richieste
- Categoria B = Autovettura trainante carrello appendice, autovettura trainante rimorchio con massa a pieno carico del rimorchio inferiore o uguale ai 750 kg, autovettura trainante rimorchio con massa a pieno carico del rimorchio superiore ai 750 kg e massa a pieno carico del complesso di veicoli inferiore o uguale alle 4,25 tonnellate. Se il complesso di veicoli supera però le 3,5 tonnellate, bisognerà effettuare un esame pratico presso la motorizzazione e, in caso di esito positivo ci verrà riconosciuta la patente di categoria B con codice armonizzato UE "96" o anche nota come B+.
- Categoria B+E = Autovettura trainante rimorchio con massa a pieno carico del rimorchio superiore ai 750 kg e massa a pieno carico del complesso di veicoli superiore alle 3,5 tonnellate, autocarro o autocaravan con massa a pieno carico inferiore o uguale alle 3,5 tonnellate trainante un rimorchio, per un totale di 7 t per il complesso di veicoli.
- Categoria C = Autocarro o autocaravan con massa a pieno carico superiore alle 3,5 tonnellate trainante un rimorchio non eccedente le 0.75 tonnellate.
- Categoria C+E = Autocarro o autocaravan con massa a pieno carico superiore alle 3,5 tonnellate trainante un rimorchio.
- Categoria D = Autobus trainante un carrello appendice
- Categoria D+E = Autosnodato, trenino lillipuziano